# Tim Conway
Thomas Daniel "Tim" Conway (15 tháng 12 năm 1933 – 14 tháng 5 năm 2019) là diễn viên, diễn viên hài người Mỹ.